# Korfbal League 2023/24
De Korfbal League 2023/24 is de 19e editie van de Korfbal League, de hoogste Nederlandse korfbalcompetitie. In dit seizoen spelen 10 teams.
In dit seizoen is Kenonz de hoofdsponsor van de Korfbal League. Hierdoor heet de competitie officieel de Kenonz Korfbal League.

## Teams
| Club                    | Plaats                 | Coach                             |
| ----------------------- | ---------------------- | --------------------------------- |
| DVO/Transus             | Bennekom               | Richard van Vloten                |
| Fortuna                 | Delft                  | Ard Korporaal & Damien Folkerts   |
| KZ/Keukensale.com       | Koog aan de Zaan       | Tim Bakker                        |
| LDODK/Rinsma Modeplein  | Gorredijk              | Gerald Aukes                      |
| PKC/Vertom              | Papendrecht            | Wim Scholtmeijer & Jennifer Tromp |
| DOS'46/VDK Groep        | Nijeveen               | Henk Jan Mulder & Friso Boode     |
| AKC Blauw-Wit           | Amsterdam              | Mark van der Laan & Barry Schep   |
| KCC/CK Kozijnen         | Capelle aan den IJssel | Wilrik Wassink & Henno Ploeg      |
| HKC/Creon Kozijnen      | Hardinxveld-Giessendam | Marrien Ekelmans                  |
| Groen Geel/RM Huis Emma | Wormer                 | Mady Tims                         |

## Transfers in het off-season
| Speler           | van                      | naar                               |
| ---------------- | ------------------------ | ---------------------------------- |
| Mick Snel        | Fortuna                  | AW.DTV (niet in Korfbal League)    |
| Terrenc Griemink | Groen Geel/RmD Huis Emma | LDODK/Rinsma Modeplein             |
| Bo Oppe          | KCC/CK Kozijnen          | PKC/Vertom                         |
| Lieneke Pries    | Fortuna                  | HKC                                |
| Celeste Split    | Fortuna                  | Die Haghe (niet in Korfbal League) |

## Seizoen
In de reguliere competitie speelt elk team 1 uit- en thuiswedstrijd tegen elk ander team. Na deze 18 speelrondes volgen de play-offs en play-down.
Voor de play-offs plaatsen de nummers 1 t/ 4 in een best-of-3 serie voor een plaats in de finale.
De nummer 9 plaatst zich voor de play-down tegen de verliezend Korfbal League 2 finalist. De nummer 10 degradeert direct naar de Korfbal League 2.
| pos | club                    | gs | w  | g | v  | pnt | dv  | dt  | dt   |
| --- | ----------------------- | -- | -- | - | -- | --- | --- | --- | ---- |
| 1.  | PKC/Vertom              | 18 | 15 | 1 | 2  | 31  | 440 | 319 | +121 |
| 2.  | LDODK/Rinsma Modeplein  | 18 | 13 | 1 | 4  | 27  | 409 | 355 | +54  |
| 3.  | DVO/Transus             | 18 | 12 | 3 | 3  | 27  | 425 | 365 | +60  |
| 4.  | KZ/Keukensale.com       | 18 | 13 | 1 | 4  | 27  | 400 | 327 | +73  |
| 5.  | Fortuna                 | 18 | 10 | 1 | 7  | 21  | 402 | 318 | +84  |
| 6.  | AKC Blauw-Wit           | 18 | 8  | 0 | 10 | 16  | 369 | 378 | -9   |
| 7.  | DOS'46/VDK Groep        | 18 | 6  | 2 | 10 | 14  | 372 | 410 | -38  |
| 8.  | HKC/Creon Kozijnen      | 18 | 4  | 0 | 14 | 8   | 326 | 408 | -82  |
| 9.  | KCC/CK Kozijnen         | 18 | 3  | 0 | 15 | 6   | 316 | 421 | -105 |
| 10. | Groen Geel/RM Huis Emma | 18 | 1  | 1 | 16 | 3   | 273 | 431 | -158 |

## Play-offs & Finale
|  | Play-offs | Play-offs     | Play-offs | Play-offs | Play-offs |    |     | Finale | Finale | Finale | Finale | Finale |
|  |           |               |           |           |           |    |     |        |        |        |        |        |
|  | 1         | PKC           | 26        | 21        |           |    |     |        |        |        |        |        |
|  | 4         | Koog Zaandijk | 16        | 14        |           |    |     |        |        |        |        |        |
|  | 4         | Koog Zaandijk | 16        | 14        |           | 1  | PKC | 23     |        |        |        |        |
|  |           |               |           |           |           | 1  | PKC | 23     |        |        |        |        |
|  |           | 3             | DVO       | 21        |           |    |     |        |        |        |        |        |
|  | 2         | 3             | DVO       | 21        | LDODK     | 14 | 16  |        |        |        |        |        |
|  | 2         |               |           |           | LDODK     | 14 | 16  |        |        |        |        |        |
|  | 3         | DVO           | 16        | 18        |           |    |     |        |        |        |        |        |

| Kampioen van Nederland 2023-2024 |
| -------------------------------- |
| PKC/Vertom Vijfde Titel          |

## Promotie/Degradatie
De promotie vanuit Korfbal League 2 en naar de Korfbal League gaat als volgt: de winnaar van de Korfbal League 2 Finale promoveert direct naar de Korfbal League. De nummer 10 van de Korfbal League degradeert direct naar de Korfbal League 2. De nummer 9 van de Korfbal League speelt na de Korfbal League 2 Finale een best-of-3 serie play-down tegen de verliezend Korfbal League 2 finalist.
| Play-down |         |    |    |  |
|           |         |    |    |  |
| KL9       | KCC     | 18 | 19 |  |
| H2        | TOP (S) | 17 | 16 |  |

## Prijzen
Aan het eind van het seizoen worden de League prijzen uitgedeeld, zie hier het overzicht:
| Award                      | Winnaar                    | Club              |
| -------------------------- | -------------------------- | ----------------- |
| Beste Speler               | Richard Kunst              | PKC/Vertom        |
| Beste Speelster            | Daniëlle Boadi             | DVO/Transus       |
| Beste coach                | Richard van Vloten         | DVO/Transus       |
| ERIMA beste arbitrage      | Marcel Luttik en Joeri Kok |                   |
| Beste Speler onder 21      | Merijn Mensink             | Fortuna           |
| Beste Speelster onder 21   | Nikki Boerhout             | KZ/Keukensale.com |
| Beste Speler van de Finale | Jelmer Jonker              | PKC/Vertom        |